# Bigger, Better, Faster, More!
Bigger, Better, Faster, More! är det enda studioalbumet utgivet av den amerikanska rockgruppen 4 Non Blondes. Det släpptes den 13 oktober 1992 på Interscope Records. Singeln "What's Up?" blev albumets stora hit och sedermera gruppens kändaste låt.

## Låtlista
Alla låtar är skrivna och komponerade av Linda Perry, där inget annat anges. 
| Nr           | Titel                                                                 | Längd |
| ------------ | --------------------------------------------------------------------- | ----- |
| 1.           | Train                                                                 | 3:42  |
| 2.           | Superfly (Perry, Katrina Sirdofsky)                                   | 4:37  |
| 3.           | What's Up?                                                            | 4:55  |
| 4.           | Pleasantly Blue                                                       | 2:28  |
| 5.           | Morphine & Chocolate (Shaunna Hall)                                   | 4:44  |
| 6.           | Spaceman (Hall, Perry)                                                | 3:40  |
| 7.           | Old Mr. Heffer (Wanda Day, Hall, Christa Hillhouse, Perry)            | 2:16  |
| 8.           | Calling All the People (Day, Hall, Hillhouse, Perry, Dawn Richardson) | 3:17  |
| 9.           | Dear Mr. President                                                    | 4:43  |
| 10.          | Drifting                                                              | 3:31  |
| 11.          | No Place Like Home (Day, Hall, Hillhouse, Perry)                      | 3:08  |
| Total längd: | Total längd:                                                          | 41:02 |

## Medverkande
- Christa Hillhouse – bas, sång
- Linda Perry – akustisk gitarr, elgitarr, sång
- Dawn Richardson – trummor
- Roger Rocha – gitarr